# Gerhard Picot
Gerhard Picot (* 7. März 1945 in Hemer) ist ein deutscher Rechtsanwalt, Hochschulprofessor und Herausgeber bzw. Autor juristischer Fachbücher.

## Ausbildung
Picot absolvierte bis 1970 das Studium der Rechts- und Wirtschaftswissenschaften an den Universitäten Freiburg und Bonn. Anschließend studierte er 1971 die Grundlagen der Volks- und Betriebswirtschaftslehre. Zugleich durchlief er den Lehrgang Steuern und Betrieb zum Fachanwalt für Steuerrecht. Seine Dissertation zum Thema „Gewinnumverteilung und Verfassungsrecht“ verfasste Picot im Rahmen eines Leistungsstipendiums des Landes Nordrhein-Westfalen. 1975 schloss er seine Referendarausbildung mit dem zweiten juristischen Staatsexamen in Düsseldorf ab.
Gerhard Picot ist spezialisiert auf die Bereiche Wirtschaftsrecht, Gesellschaftsrecht und Corporate Governance, Mergers & Acquisitions (Unternehmenskauf und – verkauf, Zusammenschluss von Unternehmen, Börsengang), Private Equity, Kooperationen und Public Private Partnership sowie Restrukturierungen (Outsourcing).

## Berufliche Tätigkeiten
Nach Abschluss seiner Referendarausbildung 1975 war Gerhard Picot zwei Jahre Wissenschaftlicher Assistent am Institut für Arbeits- und Wirtschaftsrecht der Universität zu Köln. Daneben begann er seine nebenberufliche Tätigkeit als Lehrbeauftragter an der Fachhochschule für Versicherungswirtschaft in Köln, die er für insgesamt 10 Jahre wahrnahm. 1979 wurde Gerhard Picot Rechtsanwalt und Partner der internationalen Anwaltssozietät Freshfields Bruckhaus Deringer in Köln, bei der er in der Zeit von 1989 bis 1996 zugleich die Position des Managing Partner Finance/IT innehatte.
2004 gründete Gerhard Picot dann die PICOT Rechtsanwaltskanzlei, bei der er seitdem als Senior Partner tätig ist. Zudem war er geschäftsführender Gesellschafter der PICOT corporate solutions GmbH, deren Geschäft er im Jahre 2012 als Mitgesellschafter, Aufsichtsratsvorsitzender und M&A-Berater in die O&R Corporate Finance AG in München einbrachte.
Seit 1998 übernahm Gerhard Picot zusätzlich diverse wissenschaftliche Tätigkeiten in Forschung und Lehre. Dazu gehören die Inhaberschaft der wirtschaftsrechtlichen Honorar-Professur des Instituts für Mergers & Acquisitions (IMA) an der Privatuniversität Witten/Herdecke bis 2005. Von 2003 bis 2005 war er außerdem als Lehrbeauftragter an der Juristischen Fakultät der Universität zu Köln tätig. Sodann war er von 2005 bis 2009 Inhaber des Lehrstuhls für Wirtschaftsrecht mit dem Schwerpunkt Mergers & Aquisitions sowie Co-Direktor des Strategic Finance Institutes SFI an der European Business School (EBS).
Neben seinen hauptberuflichen Tätigkeiten war bzw. ist Gerhard Picot Vorsitzender und Mitglied zahlreicher Aufsichtsräte. Dazu gehören:
- UNITY AG
- Colgate-Palmolive GmbH
- freenet.de. AG
- MobilCom AG
- VIVA Media AG
- Vatter / Sara Lee -  GmbH
- Elephant Seven AG (Pixelpark AG)
- 24 Mobile Advertisement Solutions AB
- O&R Corporate Finance AG.

## Auszeichnungen
Die WirtschaftsWoche hat ihn als Top-Anwalt im Fachgebiet Mergers & Acquisitions (M&A) und als einen der renommiertesten M&A-Berater für Familien- und Mittelstandsunternehmen ausgezeichnet.
Eine Expertenjury der WirtschaftsWoche hat Gerhard Picot als Top-Anwalt im Fachgebiet M&A - Fusionen und Übernahmen und als einen der renommiertesten M&A-Berater für Familien- und Mittelstandsunternehmen ausgezeichnet.

## Publikationen (Auswahl)
- Unternehmenskauf und Restrukturierung. 4. Auflage. Beck, München, 2013, ISBN 978-3-406-64977-6.
- Handbuch Mergers & Acquisitions - Planung, Durchführung, Integration. 5. Auflage. Schaeffer-Poeschel, Stuttgart 2012, ISBN 978-3-7910-3138-5.
- Handbuch für Familien- und Mittelstandsunternehmen. Schaeffer-Poeschel, Stuttgart 2008, ISBN 978-3-7910-2687-9.
- Handbook of international Mergers and Acquisitions. Palgrave Macmillan, New York 2002, ISBN 0-333-96867-0.
- Mergers & Acquisitions in Germany. 2. Auflage. Juris Publishing, New York 2000, ISBN 1-57823-088-8.
- Die Aktiengesellschaft bei Unternehmenskauf und Restrukturierung. Beck, München 2003, ISBN 3-406-49787-X.
- Arbeitsrecht bei Unternehmenskauf und Restrukturierung. Beck, München 2001, ISBN 3-406-48143-4.
- Unternehmenskrise und Insolvenz. Beck, München 1999, ISBN 3-406-45171-3.